# Alexei Avtonomov
Alexei Ivanovitch Avtonomov(en russe : Алексе́й Ива́нович Автоно́мов), est un commandant dans l'armée soviétique, né le 16 janvier 1890 (du calendrier julien) et décédé le 2 février 1919 (du calendrier grégorien).

## Histoire
Avtonomov était un Cosaque de la région du Kouban. Il a combattu durant la Première Guerre mondiale avec le grade de sous-lieutenant, mais a grimpé rapidement dans la hiérarchie au cours de la guerre civile russe.
En janvier 1918, Avtonomov est fait commandant de l'armée révolutionnaire du Sud-Est, alors basée près du village de l'oblast d'Omsk Tikhoretskaya dans la Russie d'Asie centrale.
Du 9 avril 1918 au 13 avril 1918, durant la première campagne du Kouban, Avtonomov conduit la défense victorieuse de la ville de Iekaterinodar, dans la région du Kouban du sud de la Russie contre l'Armée russe de l'Armée des volontaires anti-soviétique commandée par Lavr Kornilov.
Pendant une courte période d'avril et mai 1918, Avtonomov devient commandant de l'armée du Caucase du Nord et le chef des Forces armées de la République du Kouban soviétique. Il a mené une lutte acharnée avec les autorités civiles de la République du Kouban-soviétique de la mer Noire, où il a soutenu les commandants militaires, y compris Ivan Sorokine. Le différend a été décidé à Moscou par les dirigeants bolcheviks, et Avtonomov a été relevé de son commandement. Sa place à la tête de l'armée du Caucase du Nord a été prise par le major général Andreï Snesarev, qui avait fait défection aux bolcheviks après la révolution d'Octobre, et qui a été remplacé à son tour par Sorokine.
Après cela, Avtonomov commandait un détachement durant les combats sur la rivière Terek, et à Sviatoï Krest (maintenant nommé Budyonnovsk).
Il est mort du typhus le 2 février 1919.

## Sources
- (en) Anton Denikin, Russian Turmoil : Memoirs : Military, Social & Political, Londres, 1922 (lire en ligne)
  - Republished: Hyperion Press. 1973.  (ISBN 978-0-88355-100-4)
  - (ru) Republished: Moscow. Airis-Press, 2006.  (ISBN 5-8112-1890-7)
  - (ru) Complete text here